# Kai Grehn

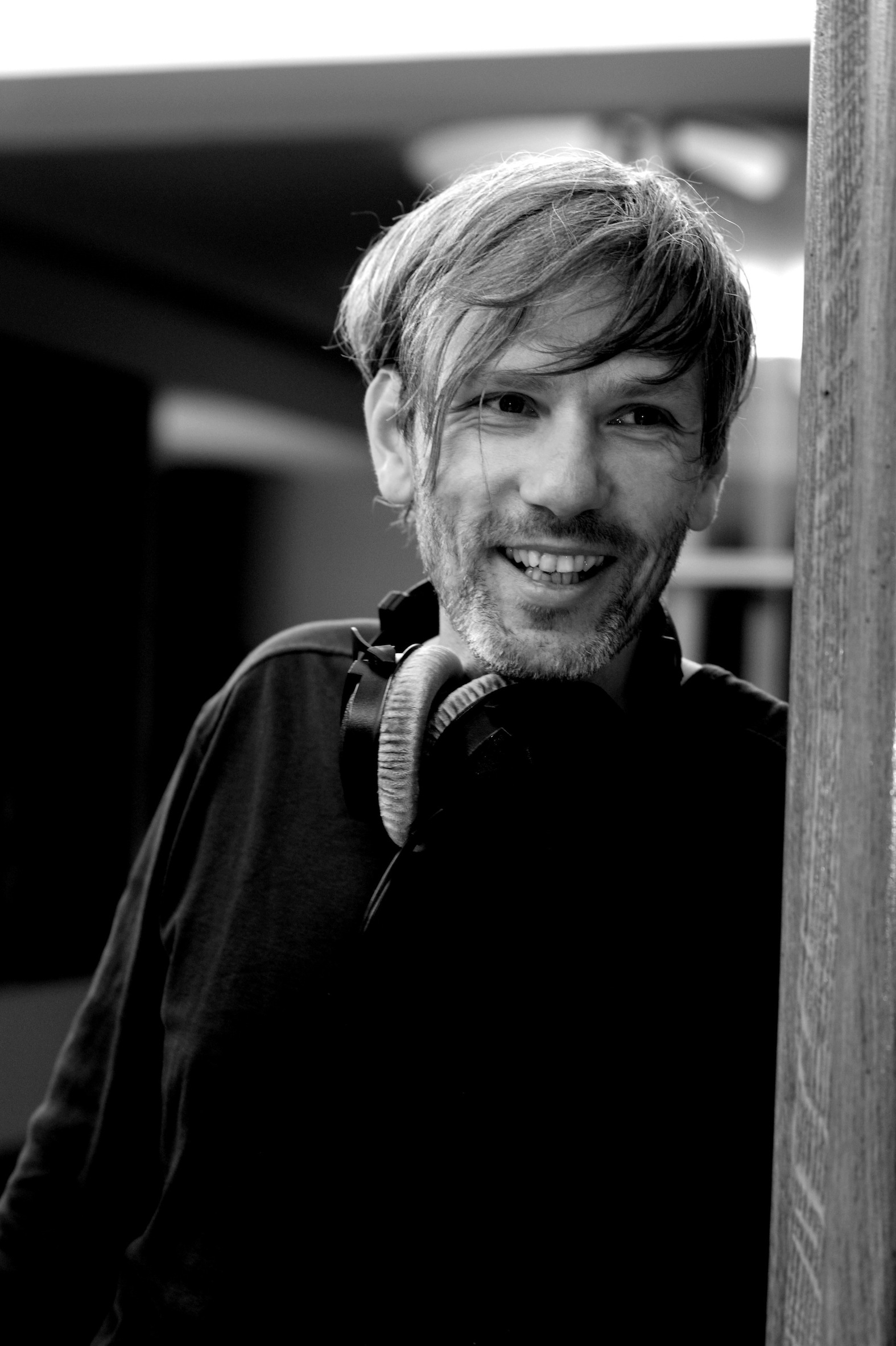
Kai Grehn (2012)

Kai Grehn (* 1969 in Grevesmühlen) ist ein deutscher Regisseur und Autor.

## Leben
Kai Grehn wuchs auf in Ost-Berlin. Nach Arbeiten als Postzusteller, redaktioneller Mitarbeiter, sowie als Regieassistent und Regisseur beim Tanztheater Skoronel, studierte er Theaterregie an der Berliner Hochschule für Schauspielkunst Ernst Busch. Seitdem arbeitet er als Autor, Regisseur und Übersetzer für Theater und Rundfunk, veröffentlichte Prosa, Theaterstücke, Übersetzungen von William Blake, Tadeusz Borowski, William S. Burroughs, Nick Cave, Emily Dickinson, Walt Whitman, Orson Welles und Antoine de Saint-Exupéry, sowie eine Vielzahl Hörspielarbeiten.
In seinen zweisprachigen Hörspielarbeiten übernahmen u. a. Jeanne Moreau, Tilda Swinton, Gary Farmer und Iggy Pop Hauptrollen.
Für die Original-Soundtracks seiner Hörspielinszenierungen arbeitete Kai Grehn u. a. mit alva noto, Bohren & Der Club of Gore, Anne Clark, CocoRosie, Matt Elliott, Käptn Peng, Lars Rudolph, Ryuichi Sakamoto, Sandow, Schneider TM,  Shaban, Tarwater, Tuxedomoon, Ulver, Nouvelle Vague und Song Yuzhe zusammen.
2016 wurde Kai Grehn für seine Prosaarbeiten mit dem erstmals vergebenen Literaturpreis Mecklenburg-Vorpommern ausgezeichnet.

## Werke
- Schwarz. Reiseskizzen (Prosagedichte). Edition Minotaurus, 2002, ISBN 978-3-936165-21-0.
- Funken oder: So glücklich wie wir ist kein Mensch unter der Sonne (Prosa). freiraum-verlag, 2017, ISBN 978-3-943672-44-2.
- Gefangenen–Trilogie (Theatertexte). henschel Schauspiel edition, 2021, ISBN 978-3-940100-15-3.

## Hörspiele
(A) Autor.
(Ü) Übersetzung.
(BEA) Bearbeitung.
(R) Regie.
(CD) als CD im Handel.
(MP3) als MP3-Hörbuch im Handel.
- 1993: Antonin Artaud: Schluss mit dem Gottesgericht (BEA, R) (CD, Fluxus Platten, ISBN 6-030700-72-5) SFB
- 1996: Thors Hammer. Ein EddaKlangFragment. (A, R) DLR
- 1997: Franz Kafka: Forschungen eines Hundes (BEA, R) Autorenproduktion
- 1998: William Blake: Die Hochzeit von Himmel & Hölle (Ü, BEA, R) (CD, Edition Minotaurus, ISBN 3-936165-29-7) DLR
- 1998: Die Töter (A) WDR
- 1999: GAIA 125 (A, R) (Doppel-LP, Major Label, ISBN 978-3-945715-05-5) Autorenproduktion
- 2000: Marcel Schwob: Die Worte der Monelle (Ü, BEA, R) SFB / ORB
- 2001: Akte Artaud (A, R) Autorenproduktion
- 2001: Der Prozess Talaat Pascha (A) SWR / DLR
- 2002: Jefim Sosulja: Die Geschichte von Ak und der Menschheit (BEA, R) SFB / ORB
- 2003: William S. Burroughs: The Retreat Diaries. Tagebuch eines Rückzugs. (Ü, BEA, R) (CD, Edition Galerie Vevais, ISBN 3-936165-86-6) SWR
- 2004: Johannes Jansen: Dickicht. Anpassung. (BEA, R) NDR
- 2004: Andrej Tarkowski: Hoffmanniana. Szenario für einen nicht realisierten Film. (BEA, R) RBB / SWR
- 2004: Friedrich Hölderlin: Hyperion oder Der Eremit in Griechenland (BEA, R) (MP3, SWR Edition) SWR
- 2005: Edmond Jabès: Das Buch der Fragen (BEA, R) NDR
- 2006: Jens Rehn: Nichts in Sicht (BEA, R) RBB
- 2006: Akutagawa Ryūnosuke: Das Leben eines Narren (BEA, R) NDR / NHK
- 2007: Messages for 2099 (Co-Autor: Carsten Nicolai) (A, R) HR / DLF
- 2007: Alfred Döblin: Die Geschichte vom Franz Biberkopf (R) (CD, Patmos Verlag / Arthaus, ISBN 3-936165-86-6) SWR / RBB / BR
- 2007: Der Indianer oder Kleine Unterbrechung (A) RBB
- 2008: Robert Walser: Jakob von Gunten (BEA, R) NDR
- 2008: Tadeusz Borowski: Bei uns in Auschwitz (BEA, R) RBB / RB
- 2008: Ingmar Bergman: Fisch. Farce für den Film. (BEA, R) (CD, Arthaus Edition) SWR / DLR
- 2009: Der Berg, über den kein Vogel fliegt (A, R) SWR / Theater Basel
- 2009: Hans Henny Jahnn: Das Holzschiff (BEA, R) NDR
- 2010: Herta Müller: Atemschaukel (BEA, R) (CD, Hörbuch Hamburg, ISBN 978-3-89903-697-8) NDR
- 2010: Kilian Leypold: Schwarzer Hund, Weißes Gras (R) BR
- 2011: Charles Baudelaire Die künstlichen Paradiese (BEA, R) (CD, Hörbuch Hamburg, ISBN 978-3-89903-033-4) RB / HR / RBB / SR
- 2011: Kōbō Abe: Die Frau in den Dünen (BEA, R) NDR
- 2011: Heinrich von Kleist: Die heilige Cäcilie oder die Gewalt der Musik (BEA, R) (CD, Goldbek Rekords) RBB
- 2012: Ernst Jünger: Das abenteuerliche Herz oder Figuren & Capriccios bei Tag & Nacht (BEA, R) SWR
- 2012: Patrick Findeis: Kein schöner Land (R) SWR
- 2012: Marguerite Duras: Das ist alles. C'est tout. (BEA, R) (CD, Hörbuch Hamburg, ISBN 978-3-89903-892-7) RBB
- 2012: H.D. Thoreau: Über die Pflicht zum Ungehorsam gegen den Staat (BEA, R) (CD, Hörbuch Hamburg, ISBN 978-3-89903-390-8) RB
- 2012: Emily Brontë: Sturmhöhe (BEA, R) (CD, Der Hörverlag, ISBN 978-3-86717-931-7) NDR / SWR
- 2013: Patrick Findeis: Schneewalzer (R) SWR
- 2013: E. M. Cioran: Vom Nachteil, geboren zu sein (BEA, R) SWR
- 2013: Mark Twain: Der geheimnisvolle Fremde (BEA, R) (CD, Hörbuch Hamburg, ISBN 978-3-89903-883-5) DLR
- 2013: Marguerite Duras: La Musica (R) SR / RBB
- 2014: Patrick Findeis: Hannelore oder So ein abgelichtetes Leben will verkraftet sein (R) SWR
- 2014: Walt Whitman: Kinder Adams. Children of Adam. (Ü, BEA, R) (CD, Hörbuch Hamburg, ISBN 978-3-89903-914-6) RB / DLR / SWR
- 2014: Randnotizen (A, R) DLR
- 2015: Franz Werfel: Die vierzig Tage des Musa Dagh (BEA, R) (CD, Der Hörverlag, ISBN 978-3-8445-1829-0) SWR / HR / NDR
- 2015: Patrick Findeis: Wölfe, Wölfe! (R) SWR
- 2015: Michael Ende: Das große Michael Ende Hörbuch (R) (CD, Hörbuch Hamburg / Silberfisch, ISBN 978-3-86742-305-2)
- 2016: Antoine de Saint-Exupéry: Der kleine Prinz (Ü, BEA, R) (CD, Hörbuch Hamburg / Silberfisch, ISBN 978-3-86742-309-0) WDR
- 2016: Sei Shōnagon: Kopfkissenbuch (BEA, R) DLR
- 2016: Mu! oder People must be punished (A, R) (CD, Major Label, ISBN 978-3-945715-11-6) RB
- 2016: Marguerite Duras: Der Liebhaber (BEA, R) (CD, Hörbuch Hamburg, ISBN 978-3-95713-064-8) SWR
- 2016: Patrick Findeis: Metamorphosen (R) SWR
- 2016: Jack London: Die Zwangsjacke (BEA, R) (CD, Major Label, ISBN 978-3-945715-09-3) DLR
- 2017: Michael Fehr: Simeliberg (BEA, R) (MP3, Der gesunde Menschenverand, ISBN 978-3-03853-142-5) BR / RB
- 2018: Camillo Boito: Sehnsucht (BEA, R) SWR
- 2018: Patrick Findeis: Zaïre 74 (Kommt schnell, aber nähert euch vorsichtig) (R) SWR
- 2019: Tom Peuckert: Psychotrop. Radio-Tatort (R) (MP3, rbb media) RBB
- 2019: Karen Köhler: Wild ist scheu (R) SWR
- 2019: Fernando Pessoa: Tape-Recordings eines metaphysischen Ingenieurs (BEA, R) (CD, Major Label, ISBN 978-3-945715-36-9) BR / RB
- 2019: Max Frischs Mailbox (BEA, R) DLR
- 2020: Tom Peuckert: Liebesinsel. Radio-Tatort (R)  (MP3, rbb media) RBB
- 2020: William S. Burroughs: The Cat Inside (BEA, R) (CD, Major Label, ISBN 978-3-95575-164-7) SWR
- 2021: Tom Peuckert: Sonntag. Radio-Tatort (R)  (MP3, rbb media) RBB
- 2021: Mögen Sie Emily Dickinson? (Ü, BEA, R) (CD, Zweitausendeins / Major Label, ISBN 978-3-96318-168-9)  RB / DLF
- 2022: Tom Peuckert: Freiheit. Radio-Tatort (R) RBB
- 2022: Jane Austen: Stolz & Vorurteil (BEA, R) (CD, Der Hörverlag, ISBN 978-3-8445-4522-7) HR / DLF Kultur
- 2022: Patrick Findeis: Valerie. A beautiful fuck-up (R) SWR
- 2023: Tom Peuckert: Gift. Radio-Tatort (R) RBB
- 2023: Die Causa Jeanne d'Arc (A, R) SWR / RBB
- 2023: Nick Cave: The Sick Bag Song. Das Spücktüenlied (BEA, R) (CD, Zweitausendeins/Major Label, ISBN 978-3-963181-76-4) RB / BR / SWR
- 2024: Tom Peuckert: Tough. Radio-Tatort (R) RBB
- 2024: Fukazawa Shichirō: Die Ballade von Narayama. Ein Musical-Melodram (BEA, R) SWR
- 2025: Maike Wetzel: Schwebende Brücken (R) SWR
- 2025: Tom Peuckert: Allein. Radio-Tatort (R) RBB
- 2025: Imiona Nurtu. Die Namen der Strömung (A, R) SWR / DLF

## Übersetzungen
- Salomé von Nick Cave; burgart-presse, Rudolstadt, 1995, ISBN 3-910206-16-6.
- Die Hochzeit von Himmel & Hölle von William Blake; Edition Minotaurus, 2003, ISBN 3-936165-26-2.
- Tagebuch eines Rückzugs. The Retreat Diaries von William S. Burroughs; Edition Galerie Vevais, 2003, ISBN 3-936165-86-6.
- Kinder Adams. Children of Adam von Walt Whitman; Edition Galerie Vevais, 2005, ISBN 3-936165-44-0.
- Der kleine Prinz von Antoine de Saint-Exupéry; Hörbuch Hamburg / Silberfisch, 2016, ISBN 978-3-86742-309-0.
- ORSON WELLES probt MOBY DICK von Orson Welles; henschel SCHAUSPIEL, 2019
- Mögen Sie Emily Dickinson? Gedichte von Emily Dickinson; Zweitausendeins / Major Label, 2022, ISBN 978-3-96318-168-9.

## Theaterstücke
- Unsichtbar Land. Oper in 7 Tagen von Helmut Oehring (Co-Autor Libretto); UA: 7. Mai 2006, Theater Basel
- Der Berg, über den kein Vogel fliegt; henschel SCHAUSPIEL, Doppel-UA: 21. Februar 2009, Badisches Staatstheater und 25. Februar 2009, Theater Basel
- Pax de Deux (Minidrama); UA: 21. Januar 2012, Theater Görlitz
- Mu! oder People must be punished; henschel SCHAUSPIEL 2016
- Die Frau in den Dünen (nach Kōbō Abe); henschel SCHAUSPIEL, UA: 5. Oktober 2018, Theater Vorpommern
- Zombieland. Ein Geistertanz; henschel SCHAUSPIEL 2021

## Theaterinszenierungen (Auswahl)
- 1993: Salomé von Nick Cave; Kunsthaus Tacheles Berlin
- 1994: Thors Hammer. Ein EddaTanzFragment von Kai Grehn; Waschhaus Potsdam
- 1995: Forschungen eines Hundes. Ein Bericht von Franz Kafka; VOXXX-Theater Chemnitz
- 1997: Hans im Glück. Ein (deutsches) Stücksal von Kai Grehn; Theater unterm Dach Berlin
- 1999: Stalker Superstar von Sandow, Grehn & Kohlschmidt; Volksbühne Berlin
- 2001: Der Ozeanflug von Bertolt Brecht; theater 89 Berlin
- 2003: Das Beben Oper von Awet Terterjan (Mitarbeit Regie); Staatstheater am Gärtnerplatz München
- 2006: Unsichtbar Land. Oper in 7 Tagen von Helmut Oehring (Mitarbeit Regie); Theater Basel
- 2011: Das Buch der Fragen nach Edmond Jabès; Jüdisches Museum Berlin
- 2018: Die Frau in den Dünen nach Kōbō Abe; Theater Vorpommern Greifswald & Stralsund

## Stipendien
- 1994: Aufenthaltsstipendium im Künstlerhaus Schloß Wiepersdorf
- 1998: Stipendiat des Literaturpreises des Landes Brandenburg
- 2005: Senatsstipendium der Stadt Berlin
- 2007: Aufenthaltsstipendium in der Villa Decius, Kraków
- 2009: Aufenthaltsstipendium im Künstlerhaus Lukas, Ahrenshoop
- 2018: Literaturstipendium der Stadt Rostock
- 2020: Aufenthaltsstipendium im Deutschen Studienzentrum Venedig
- 2022: Aufenthaltsstipendium in der Villa Decius, Kraków

## Nominierungen
- 2006: Nominierung Deutscher Hörbuchpreis (Das besondere Hörbuch)
- 2010: Nominierung Prix Europa
- 2011: Nominierung Deutscher Hörbuchpreis (Beste Fiktion)
- 2016: Nominierung Deutscher Hörbuchpreis (Bestes Hörspiel)
- 2016: Nominierung Jahrespreis der Deutschen Schallplattenkritik (Wortkunst)
- 2018: Nominierung Deutscher Hörbuchpreis (Bestes Hörspiel)
- 2021: Shortlist Deutscher Hörspielpreis der ARD
- 2021: Nominierung Deutscher Hörbuchpreis (Bestes Hörspiel)
- 2022: Shortlist Hörbuch des Jahres der hr2-Hörbuchbestenliste
- 2023: Nominierung Jahrespreis der Deutschen Schallplattenkritik (Wortkunst)
- 2024: Shortlist BBC Audio Drama Awards (Best European Drama)
- 2024: Nominierung Prix Italia

## Preise
- 2001: Prix Marulić Spezialpreis
- 2005: Prix Marulić Spezialpreis
- 2012: Deutscher Hörbuchpreis (Das besondere Hörbuch / Besonderer Wagemut)
- 2016: Literaturpreis Mecklenburg-Vorpommern
- 2018: New York Festivals Silver Radio Award (Best Audio Book/Fiction)
- 2019: New York Festivals Gold Radio Award (Best Audio Book/Fiction)
- 2023: Hörbuch des Jahres der hr2-Hörbuchbestenliste
- 2024: Deutscher Hörbuchpreis (Bestes Hörspiel)
- 2025: New York Festivals Radio Awards: Gold Tower (Audio Book/Fiction)